# Norman Beaton
Pour les articles homonymes, voir Beaton.
Norman Beaton, née le 31 octobre 1934 à Georgetown et mort le 13 décembre 1994, est un acteur guyanien. 

## Biographie
Norman Beaton est né le 31 octobre 1934 à Georgetown. Il est sous-directeur d'une école de Demerara. Parallèlement, il suit sa passion pour la musique calypso en formant un quatuor nommé Four Bees et en produisant 20 singles. Le groupe fait une tournée au Surinam et en Guyane avec la revue Caribbean Cavalcade et Norman Beaton est nommé champion de calypso du Guyana.
En 1960, Norman Beatin s'embarque pour la Grande-Bretagne. Il y étudie à l'université de Londres et enseigne dans deux écoles de Liverpool. Pendant son séjour à Liverpool, il joue de la guitare pour Adrian Henri, Brian Patten et Roger McGough et se produit notamment au Cavern Club. Il y écrit également sa première comédie musicale, Jack of Spades, qui connu un grand succès à l'Everyman Theatre.
Norman Beaton est inhumé en la cathédrale Saint-Georges de Georgetown le 22 décembre 1994.